# Blatnica, Bistričica
Blatnica je gorski potok, ki izvira vzhodno od vasi Ambrož pod Krvavcem in se pri vasi Klemenčevo skupaj s potokom Korošak združi v potok Bistričica, ta pa se v Stahovici kot desni pritok izliva v reko Kamniška Bistrica.